# Phineas Quimby
Phineas Parkhurst Quimby (1802. február 16. – 1866. január 16.) amerikai óraműves, a mentális gyógyítás képviselője, mesmerista. Széles körben az Új Gondolat spirituális mozgalom alapítójaként tekintenek rá. Jelentős befolyást gyakorolt Mary Baker Eddyre, a Keresztény Tudomány alapítójára is.
A hipnózist használta a gyógyítás eszközeként, de rájött, hogy képes szuggesztióval is gyógyítani. Úgy vélte, hogy minden betegség alapvetően az elme dolga, és a beteg téves képzeteiből fakad. Nézete alapján felfedezte Jézus gyógyító módszereit. Mary Baker Eddy, aki kezelésre ment hozzá, egy ideig a tanítványa volt.
Szakmailag órás és órakészítő volt. Többféle tárgyat talált fel és számos szabadalmat birtokolt különféle, egymással nem összefüggő, nagyobb mechanikai eszközökre.

## Élete
1802-ben született Lebanonban, az amerikai New Hampshire államban. Órakészítő lett, mielőtt 1838-ban érdeklődni kezdett a mesmerizmus iránt.
Nagy sikereket ért el a betegek kezelésében, de végül kifejlesztette saját, mentális befolyásoláson alapuló rendszerét. 1859-től a Maine állambeli Portlandben praktizált, hét év alatt mintegy 12 ezer embert kezelve.
A tanítványai közül többen, például Warren Felt Evans (1817-1899) olyan munkásságot folytattak, amely Quimby meglátásaira épült. Egy másik diák, Mary Baker Eddy (1821-1910) elvetette Quimby megközelítését, és kifejlesztette saját spirituális gyógyító rendszerét, amelyet keresztény tudománynak nevezett el.
Emma Curtis Hopkins (1849-1925) összehozta Eddy egykori tanítványait, és létrehozta az Új Gondolat mozgalmat.